# Kostelec (Hluboká nad Vltavou)
Kostelec je vesnice, část města Hluboká nad Vltavou v okrese České Budějovice v Jihočeském kraji. Nachází se asi deset kilometrů severně od Hluboké nad Vltavou a asi osm kilometrů jihovýchodně od Jaderné elektrárny Temelín. Kostelec je také název katastrálního území o rozloze 4,51 km².

## Historie
Okolí Kostelce bylo osídleno již v pravěku a při příchodu prvních Slovanů, což dokládají mohyly v okolí a nedaleké hradiště Litoradlice na druhém břehu Vltavy. V katastrálním území Kostelec je raně středověké pohřebiště v Černém lese. První písemná zmínka o vesnici pochází z roku 1352. Název vsi naznačuje, že ves své jméno dostala podle ohrazeného kostela. Historik Jarolím Mařík popisuje historii Kostelce takto: "Kostel patřil jako všechny ostatní na Hlubocku archidiakonátu Bechyňskému. Ves patřila k panství Lomnickému, kostel přináležel do pravomoci vladyků z Řek a Jaroslavic. S hradem Lomnickým připojen Kostelec k panství Třeboňskému." Pod třeboňským panstvím zůstal Kostelec až do zrušeni poddanství v roce 1848. V roce 1869 zde žilo 210 obyvatel. V letech 1957 až 1996 zde bylo Jednotné zemědělské družstvo Kostelec.

## Obyvatelstvo
| Rok            | 1869 | 1880 | 1890 | 1900 | 1910 | 1921 | 1930 | 1950 | 1961 | 1970 | 1980 | 1991 | 2001 | 2011 | 2021 |
| -------------- | ---- | ---- | ---- | ---- | ---- | ---- | ---- | ---- | ---- | ---- | ---- | ---- | ---- | ---- | ---- |
| Počet obyvatel | 210  | 267  | 245  | 238  | 222  | 198  | 195  | 162  | 161  | 120  | 138  | 160  | 134  | 163  | 147  |
| Počet domů     | 23   | 26   | 27   | 28   | 32   | 33   | 35   | 38   | 36   | 34   | 33   | 43   | 55   | 54   | 58   |

## Obecní správa
Při sčítání lidu v letech 1850–1923 Kostelec byl osadou obce Líšnice v okrese České Budějovice (v letech 1850–1910 Budějovice). V letech 1923–1987 byl samostatnou obcí, se kterým patřil nejprve do okresu České Budějovice, ale v roce 1950 v okrese Týn nad Vltavou a od roku 1960 opět v okrese České Budějovice. Od 1. ledna 1988 je částí města Hluboká nad Vltavou v okrese České Budějovice. Od 14. června 1964 do 31. prosince 1987 k obci patřily Hroznějovice, Jaroslavice, Líšnice a Poněšice.

## Pamětihodnosti
- Kostel svatého Vavřince je vedený v Seznamu kulturních památek v Hluboké nad Vltavou.
- Mohylník Černý les
- Usedlost čp. 8
- Drobný kříž na kamenném podstavci se nalézá před vchodem do kostela.
- Na okraji vesnice směrem na Poněšice se nachází kaple se sochou Jana Nepomuckého.

## Galerie

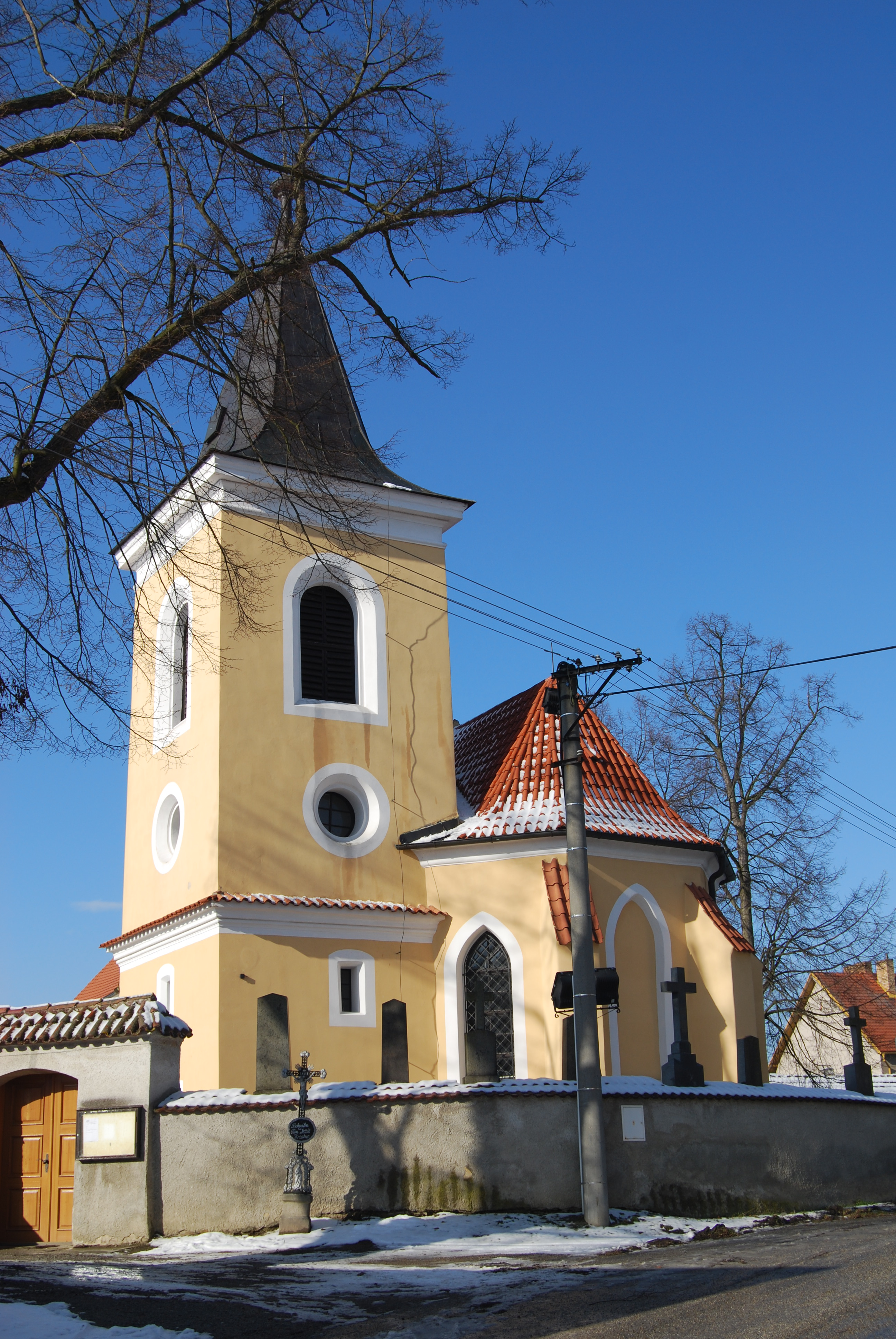
Kostel svatého Vavřince
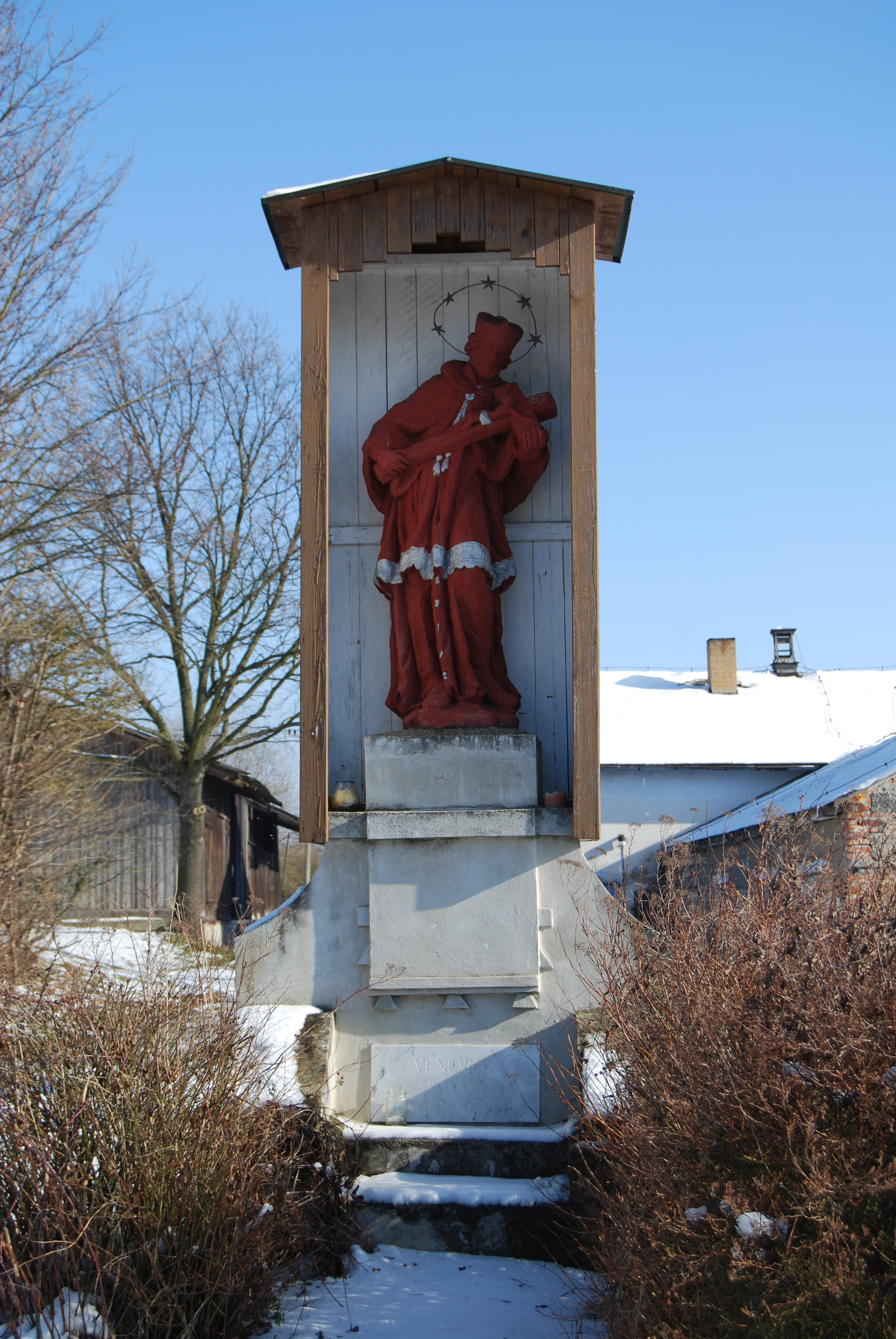
Kaple na okraji vesnice
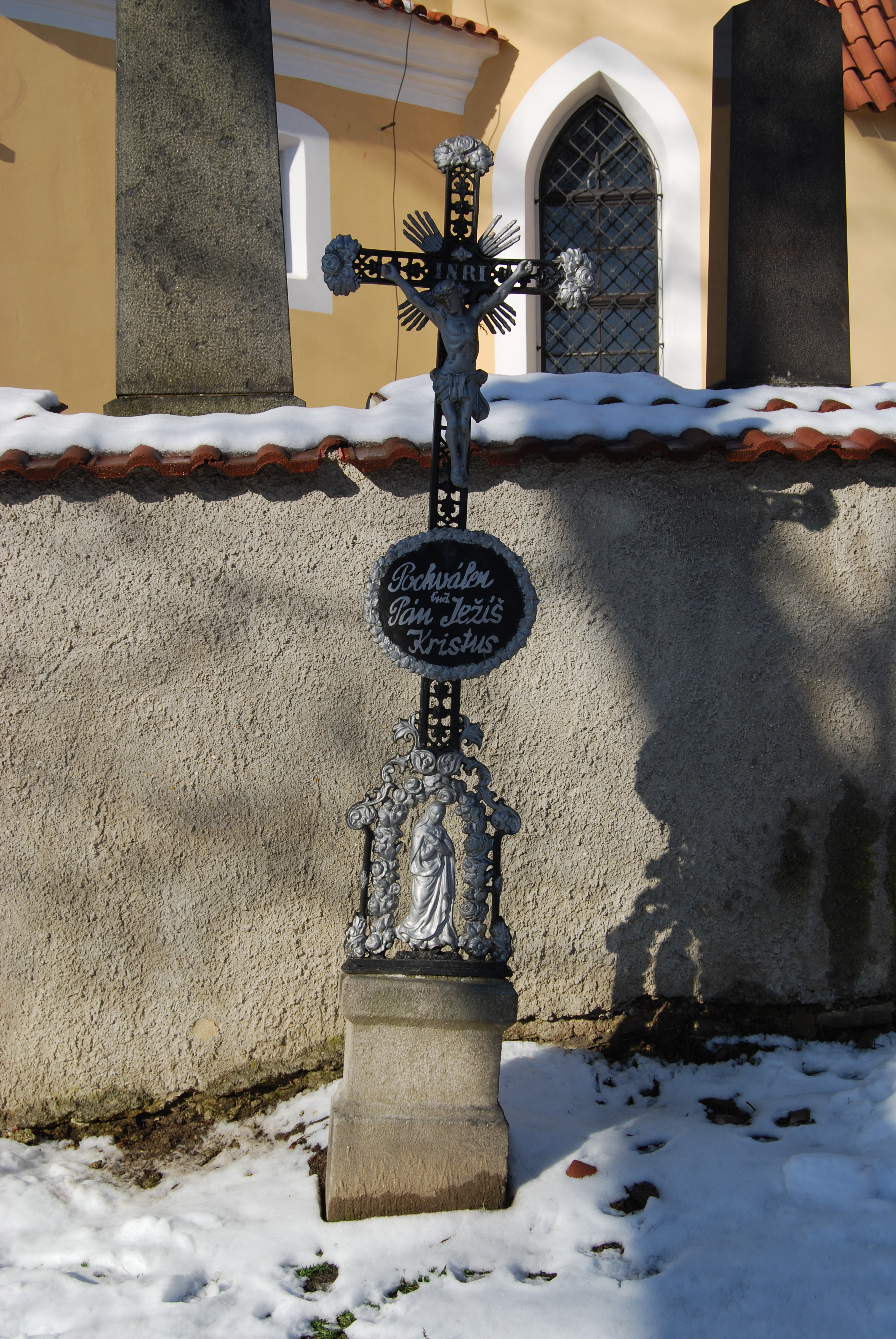
Kříž před vchodem do kostela